# Municipio de Independence (condado de Macon)
El municipio de Independence (en inglés: Independence Township) es un municipio ubicado en el condado de Macon en el estado estadounidense de Misuri. En el año 2010 tenía una población de 161 habitantes y una densidad poblacional de 1,73 personas por km².

## Geografía
El municipio de Independence se encuentra ubicado en las coordenadas 39°54′56″N 92°33′54″O / 39.91556, -92.56500. Según la Oficina del Censo de los Estados Unidos, el municipio tiene una superficie total de 93.15 km², de la cual 93,08 km² corresponden a tierra firme y (0,07 %) 0,07 km² es agua.

## Demografía
Según el censo de 2010, había 161 personas residiendo en el municipio de Independence. La densidad de población era de 1,73 hab./km². De los 161 habitantes, el municipio de Independence estaba compuesto por el 98,14 % blancos, el 0,62 % eran de otras razas y el 1,24 % eran de una mezcla de razas. Del total de la población el 1,24 % eran hispanos o latinos de cualquier raza.